# Something Beyond
Singles de Fu Manchu
Jailbreak
(1998) Hung Out to Dry
(2008)

Something Beyond est un single de Fu Manchu, sorti en 2003 avec Elastic Records en formats CD et vinyl 7". C’est le premier enregistrement de Fu Manchu avec Scott Reeder à la batterie.

## Liste des morceaux
1. So Far Behind - 2:43
2. Something Beyond - 3:47
3. Six Pack - 2:51 (reprise de Black Flag) (seulement sur CD)